# Napo (flod)
Napo är en 1 130 km lång flod som rinner upp i Cotopaxi och Antisana i Anderna i centrala Ecuador och flyter sedan väster ut tills den passerar gränsen i Peru. Där fortsätter den mot sydväst och flyter samman först med floden Curaray och sedan med Amazonfloden.